# ロッテリア

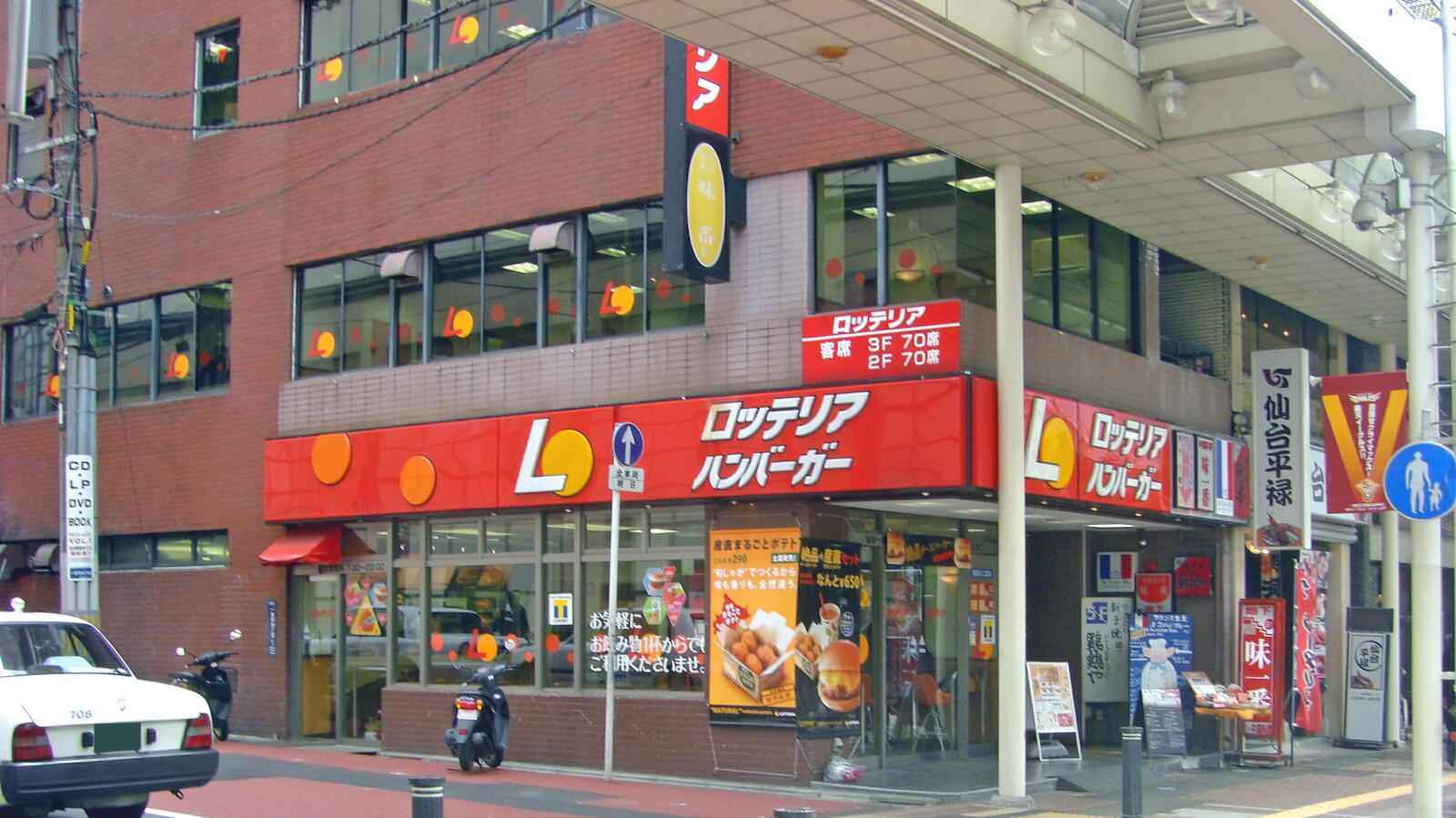
1990年代から2006年のロッテリア店舗（仙台一番町店）

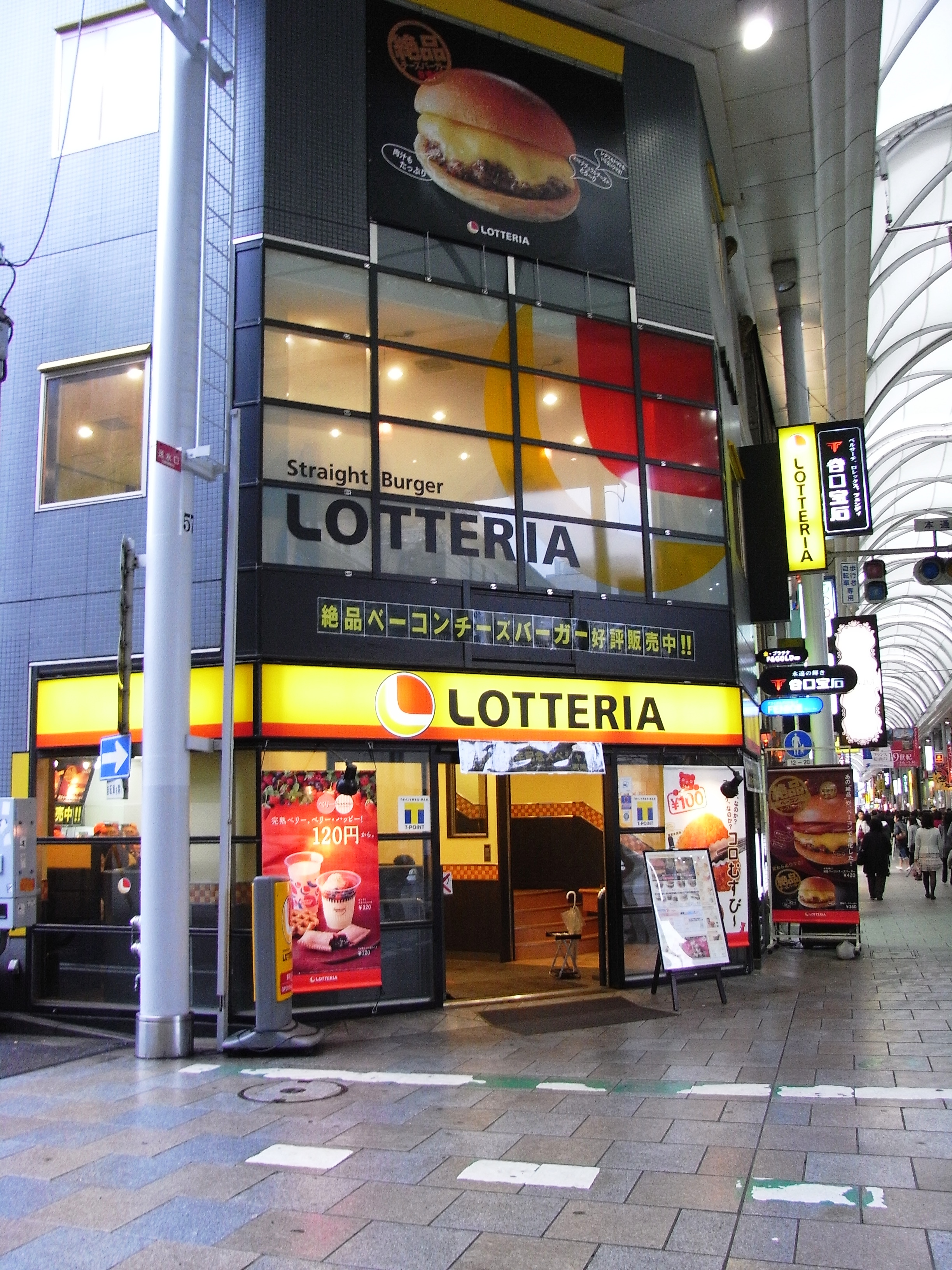
2006年4月からのロッテリア・リニューアル店舗（広島本通り店）

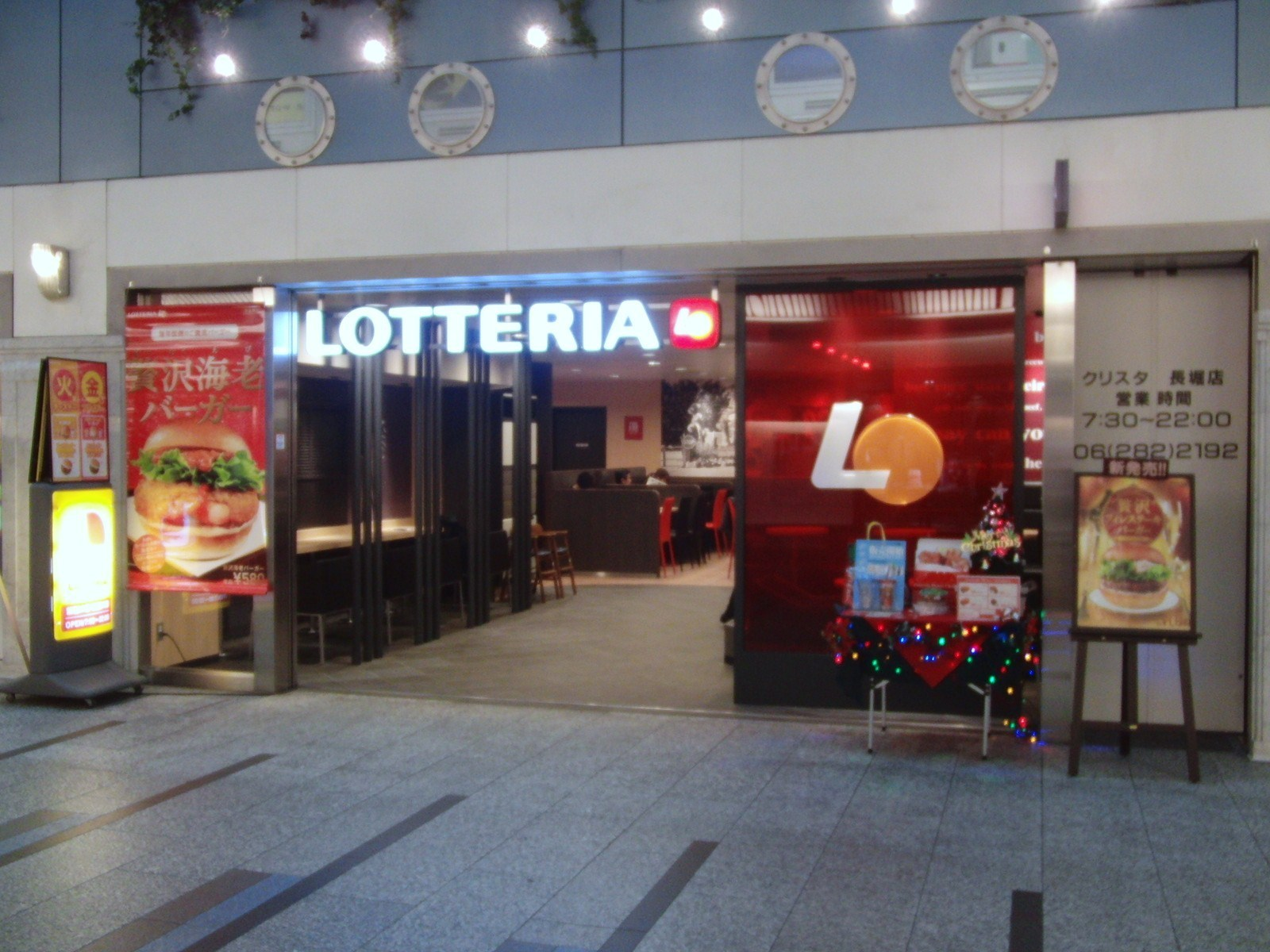
2012年10月以降のロゴとなってからのロッテリア店舗（クリスタ長堀店）

株式会社ロッテリア（英: LOTTERIA Co., Ltd.）は、ハンバーガーを中心とするファストフードチェーン店「ロッテリア（英: LOTTERIA）」「ゼッテリア（英: ZETTERIA）」を運営する企業。ゼンショーホールディングスの完全子会社。

## 概要
1972年の創業から50年以上にわたってロッテグループのファストフード事業として展開されていたが、2023年に全株式がロッテからゼンショーホールディングスに売却され、同年4月からゼンショーグループの傘下となりロッテグループから離脱した。日本においてはハンバーガーチェーンの店舗数としては業界4位。
アメリカのハンバーガーチェーンのスタイルをそのまま日本に導入するのではなく、日本人の味覚や食生活、地域性を経営方針に取り入れてきたことが他社との相違点としており、Quality (品質), Cleanliness (清潔), Service (サービス) + Time (速さ) の基本四原則を表す "QCST" を通して、心から喜ばれるサービスの提供姿勢を原点としている。
名前の由来はグループ企業のロッテ（Lotte）とカフェテリア（Cafeteria）を組み合わせた造語で、Lotteriaとも表記される。アメリカのチェーンストアを参考に、同一ブランド商標ロゴ・全店均一価格・マニュアル化した接客サービスを取り入れたチェーン展開を実施する。
1979年に韓国、1986年に台湾、1994年に中国、1998年にベトナムに進出している。日本と台湾以外の店舗は全て韓国法人が運営している。
韓国のロッテリアは韓国ロッテが財閥として強い影響力を持つ関係で、韓国マクドナルドと日本ロッテリアの店舗数を軽く越えるほどの店舗数を持ち、鬱陵島にまで出店している程、チキン専門店全体と共に韓国で一番有名なハンバーガーチェーンとなっている。その店舗数の多さから、サブウェイと共に多くの韓国ドラマの製作協力スポンサーとなっており、それらの番組は、ロッテリアの店舗自体が劇中に登場している。

### 店舗数
日本国内店舗数は、2007年9月に469店だったのが、2009年2月には524店と増加している。しかし、2011年6月には398店舗、2017年8月は370店舗、2023年1月は358店舗と衰退。その後も不採算店の閉鎖や後述のゼッテリアへの業態転換が急速に進んだこともあり、2025年6月時点では222店舗に減少している。2025年6月現在、出店がないのは青森県・山形県・福井県・長野県・鳥取県・島根県・高知県・長崎県だが、かつてはこれら8県に出店経験があり、時期は不明だが、47都道府県全てに出店していたことがあった。
アジア地域における2006年1月→2009年2月の出店数の推移は、韓国790→753店、台湾6→3店、ベトナム16→55店、中国0→3店舗となっている。

### ロゴマーク
当初は山羊が両足を上げているポーズのものが使われており、VI戦略導入の1988年の5月からは｢ダブルLマーク｣、1998年頃からは白い｢L｣と黄色い｢O｣の組み合わせたマーク(｢L｣と｢O｣が黄色いマークもあった。それに、｢L｣が｢O｣を貫通しようとしている形のマークもあった)、2006年の4月からは●の中に｢L｣というマークを企業の長期化につれ時代時代で変更されてきた。その後、創業から40周年を迎えた2012年の10月に、ロゴマークをリニューアルし、前述の「L」と「O(●→○)」を組み合わせたロゴに戻し、ロゴタイプの「LOTTERIA」の文字も親会社･ロッテと同じフォントに変更した（なお、1988年以前のカタカナのロゴも親会社に準じたものだった）。

### 事業戦略・広報活動
過去には新しいエビハンバーガー登場時に大々的なCM放映を実施していた時期もあり、スポットCMや親会社のロッテが提供する番組内でオンエアされていたが、近年は多額な費用が掛かるCM放映を控え、新生ロッテリア改革・店舗改装に積極的に投資している。

## 沿革

### 創業
1972年、ロッテグループのファストフード事業としてロッテリアを創業。当時はロッテのアイスを食べてもらうためのアイスクリーム店として企画された。1972年7月に埼玉県浦和市のロッテ浦和工場内にパイロットショップを開店させた後、1972年9月29日に1号店を東京都中央区日本橋の高島屋日本橋店北別館1階（2014年3月28日に閉店）と東京都台東区上野の松坂屋上野店で開店。
創業当初のメニュー構成は、イタリアンホット以外は、マクドナルドなど同業他社のハンバーガー・チーズバーガー類と大差なかった。その後、1977年のエビハンバーガー、1984年のリブサンド発売などを経て、1980年代後半からはさらに新商品開発に力を入れ、他社チェーンとの差別化を進めていった。
しかし1990年代以降は経営方針が定まらず、低価格路線の失敗や新メニューの極度の不振もあって経営が迷走し、業績は徐々に悪化していった。
この間、2001年3月には日本たばこ産業の子会社で同月に事業撤退したバーガーキングジャパンの店舗を譲り受け、ロッテリアに転換している。

### リヴァンプによる経営再建
2005年11月末日、元ユニクロ幹部2人が設立した企業再生会社リヴァンプと資本提携し、経営再建に乗り出す。リヴァンプから33.4%（推定）の出資と役員を受け入れる方向で調整に入った。ロッテリアの株式は当時ロッテ本体とグループ企業が100%保有していた。リヴァンプを引受先とする第三者割当増資を実施。リヴァンプの持ち株比率は重要事項の拒否権を持てる33.4%以上となる見通しとなっている。
2006年1月、リヴァンプ代表取締役玉塚元一が会長兼最高経営責任者（CEO）に就任した。
篠崎真吾（元マイクロソフト社、現公認会計士）が代表取締役社長に就任した。
2006年には従業員に対して「お年玉」と称して無料券を配ったほか、グループ会社であるロッテのアイス「クーリッシュ」を配布するなどしている。また、「スタンダード50」と呼ばれる従業員向けの重点項目をカラー印刷した冊子を配布するなど、品質面などでの向上をめざしている。そして、「Straight Burger LOTTERIA」を新スローガンに掲げ、ロゴマークも一新した。メイトの制服を従来の赤を基調としたものから、茶・白を基調としたものに随時変更したがその後、新生ロッテリアに統一するため再び黒のパンツ・Tシャツおよび赤・黒のベスト・帽子など新しい制服に変更している。
2006年11月にはリヴァンプと共同で『バーガーキング・ジャパン』を設立し、2007年6月に1号店がオープンした。以前のロッテリアは「顧客よりもライバルのマクドナルドを意識していたため、戦略に一貫性がなく迷走し、利益率も低かった」状態から、「顧客の声を聞く」状態への変更を図り、業績を回復している。
2010年4月リヴァンプが経営から離脱し、ロッテホールディングスの佃孝之社長が社長に就任する。2010年度は13億円の黒字。2014年度までの売上高は年々緩やかに減少している。

### ゼンショーへ売却
2023年4月1日付けでロッテリアの全株式をゼンショーホールディングスの完全子会社に売却することを同年2月16日に発表した。ゼンショーHDはかつて「ウェンディーズ」をダイエーからの事業譲渡の上で運営したが撤退しており、それ以来のハンバーガーチェーン店への参入となる。譲渡後もロッテリアの店名は当面残す意向（広義のライセンス契約と同義）としている。

### ゼッテリアのオープン

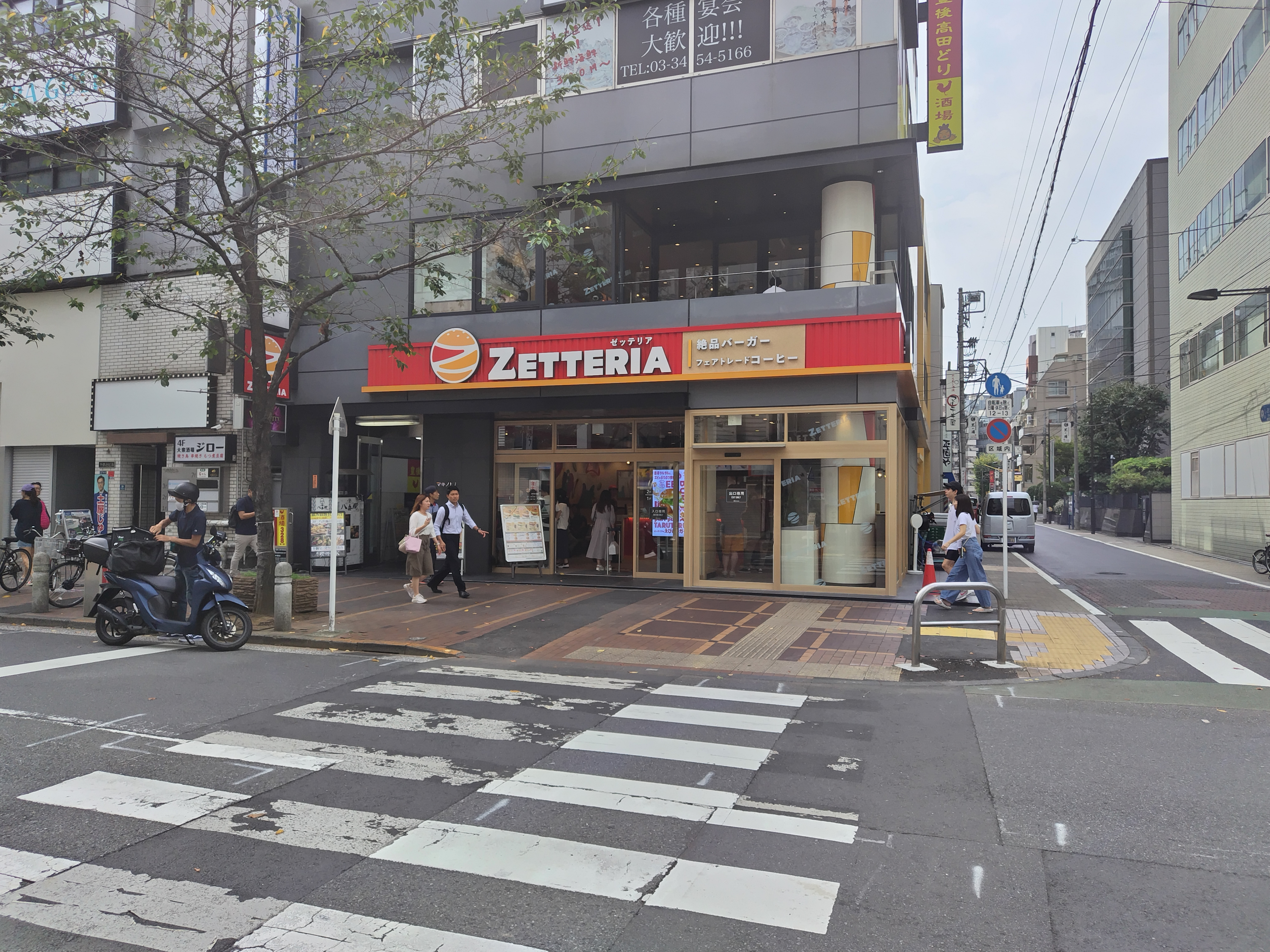
ゼッテリア田町芝浦店。同店は森永LOVE→バーガーキング→ロッテリア→ゼッテリアと変遷している。

2023年9月20日、ロッテリアブランドの新業態として「ゼッテリア」がオープンした。メイン商品である「絶品バーガー」と、気軽に楽しめるお店という意味を込めた「カフェテリア」を組み合わせたブランドとしている。1号店は、臨時休業していたロッテリアワンランクアップ店舗の田町芝浦店をリニューアルする形で開店した。メニューはロッテリアと大きく異なっており、同名のハンバーガーでも、絶品バーガー系統に野菜が追加されている（2025年4月現在。オープン当初～2024年3月頃まではバンズやパティが楕円形と形状も異なっていた）、えびバーガーがキャベツではなくレタスであるなど、内容が変更されている。また、コーヒーもすき家やはま寿司などのゼンショーが運営している飲食店で提供されているフェアトレードコーヒーがロッテリアよりも先行して導入されていた。
ロッテリア店舗からの業態転換もあり、ゼッテリアの店舗数は2025年6月時点では約60店舗に急増している。

## メニュー

### 新メニューの投入
独自メニューとして、小エビをコロッケ状にしたパティをバンズに挟んだ「エビバーガー」が有名である。1977年にロッテリアによって独自に開発され、当初の名称は「エビハンバーガー」といった。その後、競争相手のモスバーガーやマクドナルドも類似のメニューを発売した。
他にも、シェーキ類で様々な変り種のソース、特に全般的に甘酸っぱいソース類を各種発売するなど、他社チェーンとの差別化に余念が無く、一風変わった味覚を提供していて、店舗限定でキムチシェーキも発売された。しかし、しばしばその傾向が先鋭化し過ぎて、予想だにしないような季節限定メニューを発売する事もある。1987年には、マクドナルドの「サンキューセット」に対抗して「サンパチトリオ」をメニューに追加し低価格競争を行った。
ロッテリアのコーヒーはこだわりの抽出方法が「コーヒー専門店と同等」と評価されている。雑味の原因となる渋皮を取り除いたコーヒー豆を使用していることと、きめ細かなマシンメンテナンスを絶えず行っていることがその秘訣と言われる。実際、一部店舗を除いて、コーヒー豆を注文を受けてから専用のマシンで挽いて出している。
2025年3月27日に大阪万博に目を向け、「お好み焼きバーガー」を大阪府の28店舗限定発売した。

### 近年のマクドナルドとの重複
2005年秋、マクドナルドがロッテリアのエビバーガーとほぼ同じえびフィレオを商品化。この時期は千葉ロッテマリーンズの優勝記念キャンペーンとしてエビバーガーなどを最大半額など大幅値下げしたこともあった。2006年以降、マクドナルドと類似メニューを同期間にキャンペーンすることが多い。
- 宇治抹茶シェーキ・抹茶なでしこ（マックシェイク）
- ピタサンド・ピタマック
- エビバーガー・えびフィレオ

下記は、一部類似。
- チリストレートバーガー・えびチリフィレオ
- ハラペーニョソース（L：バーガーやサイドメニューのソース、M：バーガーの味付け）
- リブサンド・マックポーク・マックリブ

### 絶品バーガーシリーズ
- 2007年秋から、プレミアム価値をつけたハンバーガーとして「絶品チーズバーガー」を発売した。日本のファストフード業界では初めてとなる、高コストのナチュラルチーズのほか、パティは、通常の約2倍の大きさで、かつオーストラリア産の牛肉と豚肉（背油）を大きめにミンチし、オレガノとブラックペッパーを配合、また焼成時に塩を振ることで、通常用いるケチャップやソースを入れず肉本来の味が楽しめる。また、バンズは酒粕を配合しており、手ごねとなっており、通常よりもふんわりとしたものが使われている。価格は360円と高めの設定だが、ポテトのセットが+290円と、通常より値段が安く設定されているため、セット価格としては、マクドナルド社や他のメニューと変わらない設定となっている。
- 販売開始時には、大規模なキャンペーンを展開し、試食券の配布や、ボクシングの内藤大助選手などが参加するイベントなどを実施した。
- 2008年春からは、「量が少ない」との顧客意見から肉を2枚に増量した「絶品Wチーズバーガー」（490円）の販売を始めた。
- 2008年11月から、絶品シリーズ3品目「絶品ベーコンチーズバーガー」が発売された。
- 2009年7月からは、「絶妙なバランスのおいしさを実現した王道バーガー」をコンセプトとした「絶妙ハンバーガー」が販売されている。商品が発売された7月16日から7月いっぱいにかけ、「おいしくなかったら商品代金をその場で返金」（条件あり）というキャンペーンを行い話題となった。ちなみに、この期間中に売り上げた個数は、119万1897個でうち2284個（0.2%）が返金された。[15]

### 産直まるごとポテト
2008年11月21日から、主力商品のポテトにもプレミアム価値をつけるため、「産直まるごとポテト」（中290円）を首都圏52店舗で発売した。店舗内にて、北海道産の旬のじゃがいもを花型にカットし、まるごとフライして提供する。1月からは東北（ころ丸・小玉4個290円）、2月からは北海道、4月から全国に拡大する。「旬のじゃがいも」は、1番おいしい品種を季節によって変える。11月から2月は「きたあかり」、3月からは「マチルダ」、4月からは「さやか」を使う。
2009年秋に販売を一時休止したのち、12月から「きたあかり」で販売再開。顧客の要望により、全カットされた状態で販売される。それに伴い、値段も230円に値下がりした。

### クリスマス商戦
2005年までロッテリアでは、毎年クリスマス商戦向けにケーキやチキンを販売していた。主に、レディーボーデン（Lady-Borden）のロッテリアオリジナルアイスケーキなどを販売。
また、2005年末には有名シェフとの監修によるマロンケーキが販売された（一部地域のみ）。2006年度はケーキの販売はなく、吉本興業との業務提携により販売される吉本養鶏チキンを販売した。内容はファミリーパック（1,000円）とパーティーパック（2,000円）。以降、クリスマスにはチキンを販売強化商品とし、予約販売などを受け付けている。
2009年末には絶品チーズバーガーを生み出した、嶋原シェフ監修のケーキ2種を販売、ドイツのシュートレン、イチゴムースケーキが販売された。

## サービス

### 無線LANの導入
ロッテリアはNTTドコモとの提携により順次公衆無線LANの「M-ZONE」や「フレッツスポット」に対応した店舗を増やす方針で、2006年10月には82店舗に導入された。現在は概ね全店舗での利用が可能となっている。
またKDDI系列の公衆無線LANサービスも導入され、au Wi-Fi SPOTやワイヤ・アンド・ワイヤレスのWi2 300が利用可能となっている。

### Tポイント→Vポイント
2008年9月から、顧客サービスアップのため、Tポイントの加盟店舗となる。2024年からのVポイントにも加盟しており、引き続きサービスが提供されている。
2020年10月現在、会計金額税込200円ごとに1Pが貯まる。また、1P=1円として、1P刻みで利用することが可能である円。

### ひと手間がんばるロッテリア
YES運動というキャンペーンを2009年夏ごろから実施。これはマニュアルを超えて、店員がお客さまのご要望にこたえるというサービス。
すべての要望にこたえられるわけではないが、例えば「ハンバーガーの肉を5枚にして」などの要望は簡単に聞いてもらえる（ただし、加算料金がかかる）。

### ワンランクアップ店舗
以下の4店舗は、「ワンランクアップ店舗」としており、メニューの時間帯が大幅に異なる。
- 新宿小田急エース店
- 池袋東口店
- 銀座クリスタルビル店
- 大分駅店

田町芝浦店は、2020年から臨時休業をしていたが、2023年にゼッテリア1号店として開業。

## 従業員への教育
店長などを除いて、現場の従業員のほとんどをアルバイトが占めている。それらの従業員の事をお互い「メイト」と呼び合わせるように教育させている。「メイト」とは、クラスメイトで使われるのと同じ「仲間」という意味で、明るい職場作りの一環として行われている。社員は1店舗に1〜2人程度のため、休みなどで社員が不在の場合には、社員業務を代行できるよう訓練されたメイトも存在する。また仕事のマニュアル化も徹底しており、挨拶の仕方や言葉遣いにはじまり手洗いなどの衛生管理のことや、ハンバーガー一つ作るにしても事細かい決まりごとがある。それらはすべて「LETS」と呼ばれるマニュアルに規定されている。

### 従業員のランク付け
ロッテリアでは従業員全員にBGN（ビギナー）、REG（レギュラー）、PRO（プロフェッショナル）、HOPE（ホープ）、VM（バイス・マネージャー）といった個人の能力に応じたランク付けがなされる。たとえば、HOPEは地域との連携能力（常連さんをつくるなど）が必要とされ、VMは社員とほぼ同等の能力が必要とされる。そのため、VMは社員が不在の場合でも「時間帯責任者」という形で店を運営する。かつては名札にそのアルファベットや能力の高いことの象徴であるスターが付いていることがあったが、お客さまへのサービスはどのメイトでも変わらない対応をすることが必要不可欠であるという考えから見直され、現在ではランクの表示は行われてはいない。ただし気づき人口（「気づきメモ」という、普段働いていて気付いたことを報告するメモの内容が優秀である場合に、店舗通信に掲載されること）に3回以上カウントされたメイトは、ゴールドプレート（名前が彫ってある）をつけている。
またVM、正社員は特別に白系の制服を、それ以外は茶色系の制服を着ることになっている。これはトラブルがあったときなど、作業の効率化という意味ですぐに誰に報告すればいいのかを明確化するためである。

### 全国メイトコンテスト
メイト同士が技術・サービスを実際の営業中の店舗で披露し、点数を付けてもらうもの。営業中と言う事もあり、速さも求められ大変な一面もある。概ね、各県選ばれた数人のメイトが参加する。各地区で優勝したメイトは全国大会へと出場する。コンテストが終了後には、授賞式が行われ、食事会の様なものも一緒に開かれる。RM（ロッテリアのブロック長・リージョナルマネージャー）のフォローがあったり、店舗を越えてメイト同士と話が出来たりと、楽しいひと時が過ごせる様にと配慮がされている。

## ロッテリアスタジオ
2009年3月、原宿表参道店（明治通り神宮前交差点角）の歩道側にインターネット放送局『あっ!とおどろく放送局』の生放送スタジオを併設した。このスタジオからは毎日午後1時から午後5時30分頃までの約4時間半、日替りでタレントが出演する生放送が行われている。この他、火曜日と日曜日それぞれの午後6時から午後6時45分までにも、このスタジオから番組が生放送されている（2009年10月現在）。表参道通りと明治通りの交差地点にあたり、近くにアメーバスタジオがある好立地である。2014年ごろに原宿表参道店が閉店するとともに消滅。

## タイアップ

### アニメ作品とのタイアップ
1985年に『ルパン三世 PARTIII』とコラボして以降はハイティーン以上向けのアニメ作品へのタイアップを多く行っている。以前から行われていた『デジタルモンスター』・『ヱヴァンゲリヲン新劇場版』以外にも、『劇場版 マクロスF』・『映画 けいおん!』・『魔法少女まどか☆マギカ』・『僕は友達が少ない』『けものフレンズ』などとのタイアップが行われていた。2000年頃はポケモンはロッテリアとタイアップしていた(マクドナルドが『ポケットモンスター』・『妖怪ウォッチ』などといったどちらかというと子供向け作品へのタイアップをしている)。

### プロボクシングとのタイアップ
プロボクサーへのスポンサー活動をしており、トランクスにロゴを入れている。また、プロボクシングの大会を協賛している。
初めて支援した選手は内藤大助で、トランクスのほかにリングサイドにも広告ロゴを掲げ内藤の世界タイトルマッチ前後にはタイアップキャンペーンを実施していた。
2011年の内藤の引退後は同じマネジメント事務所と契約する井岡一翔がキャンペーンを引き継いだ。
一方で八重樫東のスポンサーでもあり、井岡対八重樫の統一戦では「絶品バトルキャンペーン」と銘打ち、両者がそれぞれ薦める商品として翌日より井岡が勝利すると絶品エビバーガー、八重樫が勝利すると絶品チーズバーガー、1個購入に付き無料券を配布するキャンペーンを実施し、井岡が勝利したためエビバーガーが対象になった。
また白井・具志堅スポーツジムのスポンサーでもあり、同ジムの具志堅用高会長が監修する「ちょっちゅね〜バーガー」「ちょっちゅね〜シェーキ」を限定メニューとして販売した。
上記以外にも 佐藤洋太（引退）、井上尚弥、高野人母美（協栄ボクシングジム移籍後）にもスポンサーとして名を連ねている。

## かつて展開していたブランド店舗

### ロッテリアプラス

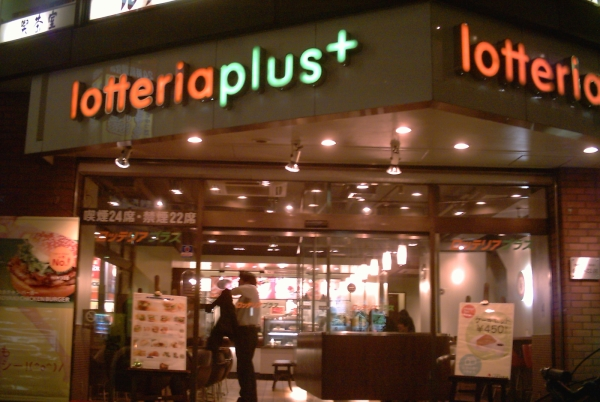
かつてのロッテリアプラス・ビルイン型店舗（2006年）現在はロッテリアへ転換

2004年7月には、新ロゴを採用をした「居心地のいい・雰囲気のいい空間」をコンセプトにしたlotteria plus+（ロッテリアプラス）が東京都高田馬場にオープン、今後その店舗を増やす事業計画が発表された。その後ロッテリアプラスへの店舗改装を2006年時点で15店舗を展開していたが、ロッテリア本体の事業改革により、展開計画は事実上凍結された。2007年にロッテリアが新体制となり、すべてのロッテリアプラス店舗は再び元のロッテリアブランドに再度転換した上で基本メニューのハンバーガーも共通化された。2007年4月まで現存していたロッテリアプラス西武新宿店が新型ロッテリアへ転換されてロッテリアプラスの店舗はすべて新型店舗へ移行した。店内内装は基本的にロッテリアプラスの内装と備品はそのまま継続して使用されている。ロゴは、1998年からのロッテリアのロゴとほぼ同じく、｢L｣が｢O｣を貫通しようとしている形のマークだった。

## 高速道路への出店
ロッテリアでは日本と韓国の高速道路の一部のサービスエリアなどに対して出店している。ちなみにいずれの店舗もドライブスルー店ではない。
- 日本
  - 市原サービスエリア店（館山自動車道下り、千葉県市原市）
  - 足柄サービスエリア店（東名高速道路下り、静岡県駿東郡小山町）
  - 多賀サービスエリア店（名神高速道路下り、滋賀県犬上郡多賀町）
  - 針テラス店（名阪国道、奈良県奈良市）現在閉店
  - 三木サービスエリア店（山陽自動車道下り、兵庫県三木市）
  - 基山パーキングエリア店（九州自動車道下り、福岡県筑紫野市）
  - 基山パーキングエリア上り線店 （九州自動車道上り、佐賀県三養基郡基山町）
- 韓国
  - 錦江サービスエリア店（京釜高速道路 忠清北道沃川郡）
  - 天安サムゴリサービスエリア店（京釜高速道路 忠清南道天安市）
  - 竹岩サービスエリア店（京釜高速道路ソウル方向、忠清北道清原郡）

## 新規事業
ショッピングセンターを展開する、イオンやアピタのフードコートなどに出店している。
- アイスクリームショップ（アイス）
- 横浜八景楼（ラーメン）
- どん太鼓（うどん・そば・丼）
- （新）どん太鼓（讃岐うどん・天ぷら・おむすび・既存のどん太鼓とは違う、セルフのウォークスルータイプ）
- たこ膳（焼きそば・焼きうどん・たこ焼き）
- 石焼キッチン（石焼きビビンバ・冷麺）
- カジュアルキッチン（パスタ）

※ピアトリア（パスタ）
※鯛焼き（コアラのマーチ焼き）